# Contea di Trumbull
La contea di Trumbull (in inglese Trumbull County) è una contea dello Stato dell'Ohio, negli Stati Uniti. La popolazione al censimento del 2000 era di 225 116 abitanti. Il capoluogo della contea è Warren.